# Elenco de Pânico na TV e Pânico na Band

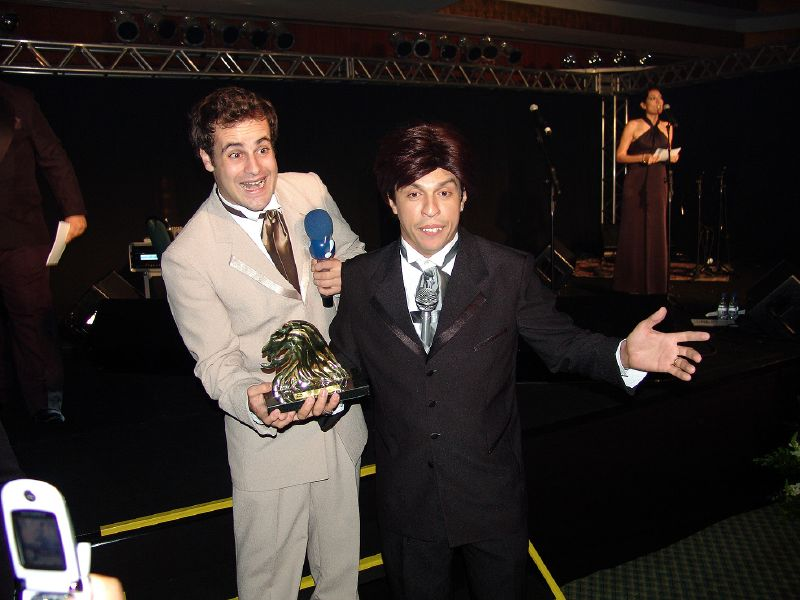
Vesgo e Sílvio, a dupla principal do extinto programa Pânico na TV.

O artigo abaixo apresenta a lista completa de apresentadores, repórteres, humoristas e assistentes de palco do programa Pânico na TV e sua sequência Pânico na Band.

## Apresentadores
| Ano       | Nome          |
| --------- | ------------- |
| 2003–2017 | Emílio Surita |

## Repórteres e humoristas
| Ano                 | Nome                | Codinome                  |
| ------------------- | ------------------- | ------------------------- |
| 2003–2017           | Marcos Chiesa       | Bola                      |
| 2003–2017           | Márvio Lúcio        | Carioca                   |
| 2003–2017           | Rodrigo Scarpa      | Vesgo                     |
| 2003–2014           | Wellington Muniz    | Ceará                     |
| 2003–2013           | Sabrina Sato        | Sabrina Sato              |
| 2003–2011           | Marcelo Tyson       | Makelele Prateado         |
| 2003–2010           | Mônica Souza        | Marlene Mattos            |
| 2003–2005           | Henri Castelli      | Morte                     |
| 2003–2007 2015–2017 | Carlinhos da Silva  | Mendigo                   |
| 2003–2007           | Viny Vieira         | Gluglu                    |
| 2003–2004           | Marcos Aguena       | Japa, Mestre Fyoda        |
| 2005–2017           | Daniel Zukerman     | O Impostor                |
| 2007–2017           | Evandro Santo       | Christian Pior            |
| 2007–2009 2016–2017 | Fábio Rabin         | Fábio Rabin               |
| 2008–2015           | Eduardo Sterblitch  | Eduardo Sterblitch        |
| 2008–2017           | Marcelo Harada      | Arex                      |
| 2008–2010           | Ronald Félix        | O Fã                      |
| 2008                | Dani Calabresa      | Dani Calabresa            |
| 2008                | Paulinho Serra      |                           |
| 2009–2017           | Daniel Peixoto      | Alfinete                  |
| 2009–2017           | Charles Henrique    | Charles Henriquepédia     |
| 2009–2017           | Marcelo Picon       | Bolinha                   |
| 2009–2011           | Marisley Rodrigues  | Marisley Rodrigues        |
| 2009–2011           | Vanessa Barzan      | Mata Hari                 |
| 2009                | Marcos Heredia      | Zina                      |
| 2010                | Sylvia Kubala       | Vovó da Fiel              |
| 2011–2017           | Amanda Ramalho      | Amanda Ramalho            |
| 2011–2017           | Pedrinho Moura      |                           |
| 2011                | Lucas Milani        | Lucas Milani              |
| 2011                | Rodrigo Arruda      | Lázaro Ramos da Vida Real |
| 2012–2017           | Gui Santana         | Gui Santana               |
| 2012–2014           | Marcelo Zangrandi   | Marcelo Ié Ié             |
| 2013–2015           | Eros Prado          | Incoveniente              |
| 2013–2015           | Iride Semprini      | Vovó Vida Loka            |
| 2013–2014           | Nicole Bahls        | Nicole Bahls              |
| 2014–2017           | Diego Becker        | Diego Becker              |
| 2014–2017           | Lucas Maciel        | Lucas Selfie              |
| 2015–2017           | Júlio Cocielo       | Júlio Cocielo             |
| 2015–2017           | Lucas Selfie        |                           |
| 2015–2017           | Max Porto           |                           |
| 2015–2017           | Solange Damasceno   | Gaga de Ilhéus            |
| 2015–2017           | Guilherme Ribeiro   | Tokinho                   |
| 2015                | Tiririca            | Tiririca                  |
| 2015                | Patrick Maia        |                           |
| 2016–2017           | Maurício Meirelles  | Maurício Meirelles        |
| 2016–2017           | Lucas Salles        |                           |
| 2016–2017           | Cremilda Damasceno  | Gaga de Ilhéus            |
| 2016                | Aline Riscado       | Aline Riscado             |
| 2017                | Filipe Pontes       | Filipe Pontes             |
| 2017                | Leandro Firmino     | Zé Pequeno                |
| 2017                | Felipe Torres       | Pastor Valdomijo          |
| 2017                | Sill Esteves        | Ivete Rabo de Galo        |
| 2017                | Rogério Morgado     |                           |
| 2017                | Alessandra Cariúcha |                           |
| 2017                | Igor Guimarães      | Boneco Josias             |

## Assistentes de palco
| Ano       | Nome              | Codinome         |
| --------- | ----------------- | ---------------- |
| 2003–2009 | Danielle Souza    | Mulher-Samambaia |
| 2003–2004 | Marcelo Jakybales | Homem Bambu      |

### Panicats
As panicats eram as assistentes de palco da atração. Ao longo de um período de 14 anos desde a estreia em 2003, um total de 26 mulheres ocuparam essa posição. Reconhecidas como símbolos sexuais, as panicats apareciam em pequenos trajes durante programas ao vivo e também gravavam participações em quadros e auxiliavam em reportagens. Casos de assédio moral e sexual e baixa remuneração ganharam atenção na mídia quando algumas das ex-panicats expuseram publicamente as situações que vivenciaram no programa.
A experiência como panicats proporcionou a várias dessas mulheres visibilidade midiática após deixarem o Pânico, incluindo ensaios sensuais em revistas adultas, participações em reality shows e oportunidades em outros programas de televisão.
| Ano       | Nome               | Codinome           |
| --------- | ------------------ | ------------------ |
| 2004      | Andressa Zizzari   | Andressa Zizzari   |
| 2004–2005 | Valéria Machado    | Valéria Machado    |
| 2004–2005 | Vanessa Zotth      |                    |
| 2004–2005 | Mariana Skieres    |                    |
| 2005–2011 | Dani Bolina        | Dani Bolina        |
| 2005–2008 | Tânia Oliveira     | Tânia Oliveira     |
| 2005–2008 | Gabriela Monteiro  | Gabi Fon Fon       |
| 2007–2010 | Lizi Benites       | Piu-Piu            |
| 2007–2008 | Regiane Brunnquell | Sandy Capetinha    |
| 2008–2011 | Juju Salimeni      | Juju Salimeni      |
| 2009–2012 | Nicole Bahls       | Nicole Bahls       |
| 2010–2013 | Babi Rossi         | Babi Rossi         |
| 2011      | Aryane Steinkopf   | Aryane Steinkopf   |
| 2011      | Jaque Khury        |                    |
| 2012      | Carol Belli        | Carol Belli        |
| 2012      | Carol Narizinho    |                    |
| 2012–2014 | Renata Molinaro    | Renata Molinaro    |
| 2012      | Thaís Bianca       | Thaís Bianca       |
| 2013–2017 | Carol Dias         | Carol Dias         |
| 2013–2014 | Ana Paula Minerato | Ana Paula Minerato |
| 2014–2017 | Babi Muniz         | Babi Muniz         |
| 2014–2017 | Fernanda Lacerda   | Mendigata          |
| 2014–2017 | Mari Gonzalez      | Mari Baianinha     |
| 2015–2017 | Aline Mineiro      | Aline Mineiro      |
| 2017      | Aricia Silva       | Aricia Silva       |
| 2017      | Wendy Tavares      |                    |